# Lech, Čech und Rus

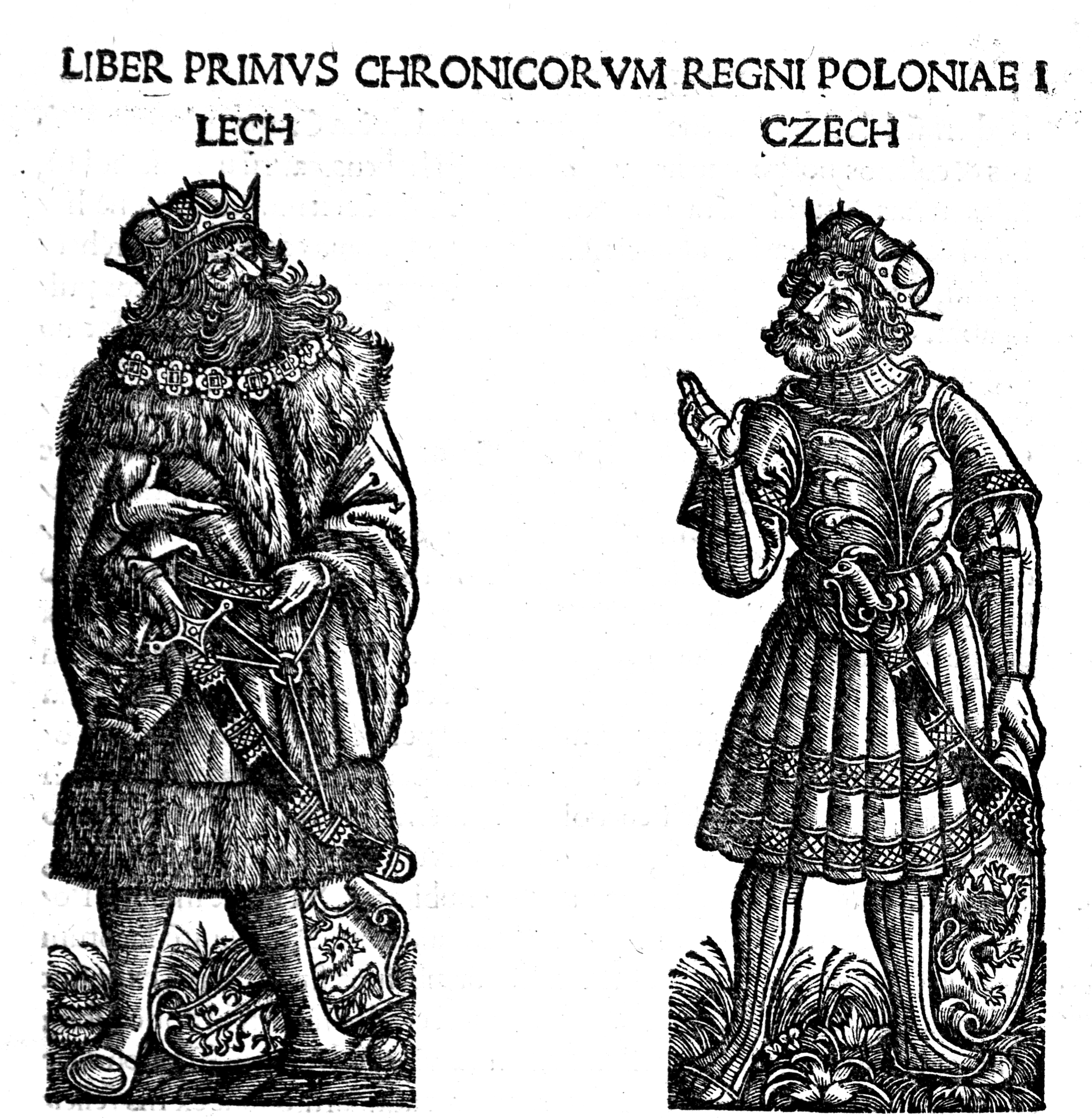
Die Brüder Lech und Čech in der Chronica Polonorum (1506)

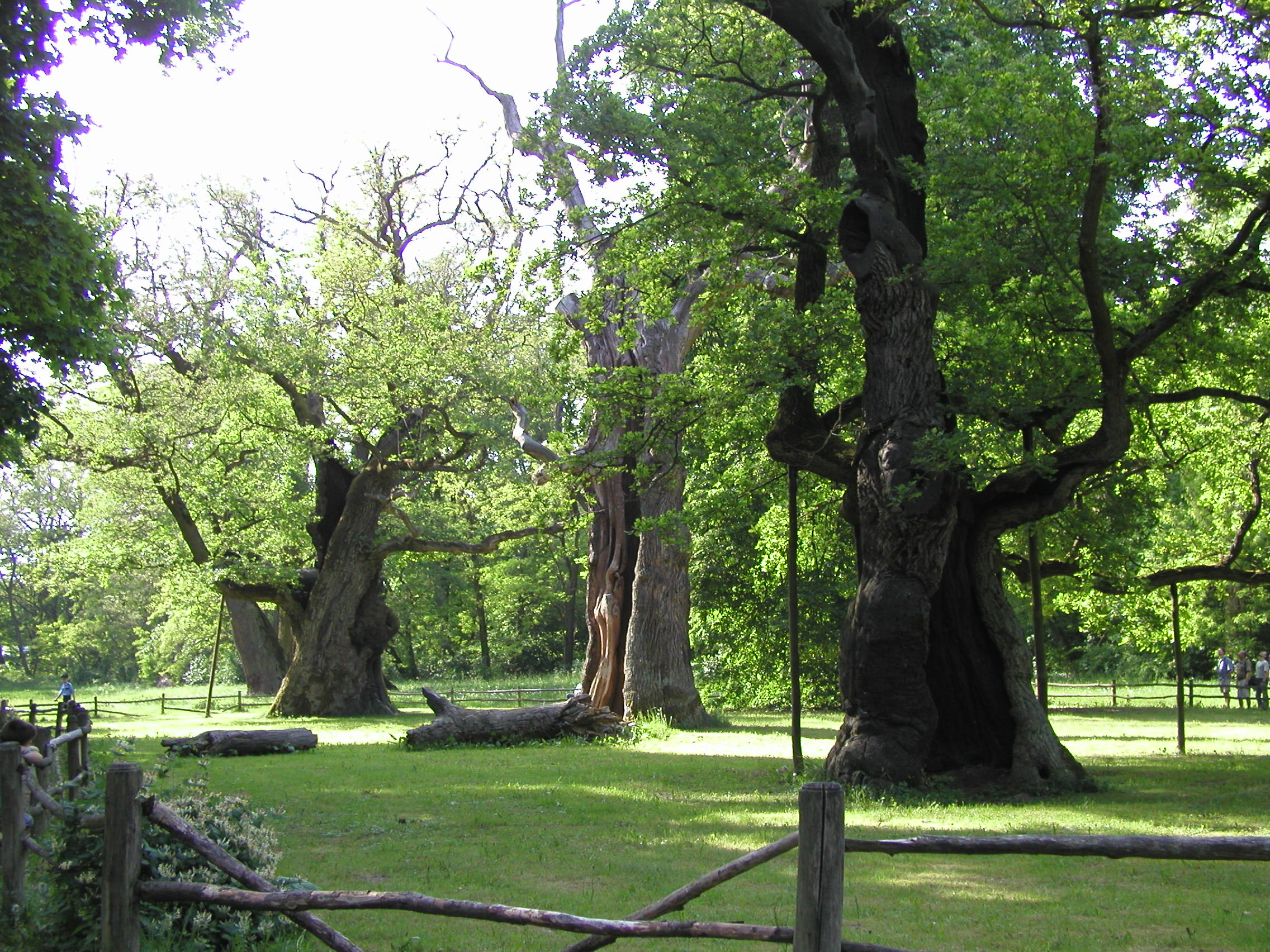
Lech-, Čech- und Rus-Eiche in Rogalin

Lech, Čech und Rus [ˈlɛx, ˈtʃɛx ʊnt ˈruːs] sind die drei legendären Brüder Lech, Čech und Rus, die in der sog. Großpolnischen Chronik des Erzbistums Gnesen-Posen von 1295, unter dem König von Polen und Böhmen Wenzel II., als vermeintliche Stammväter der drei slawischen Nationen von Polen (unter dem Namen Lechland), Böhmen (slaw. Čechy) und der alten Rus erwähnt werden. Zu ihnen gibt es eine Sage, die neben regionalen Varianten in zwei Hauptversionen überliefert ist.
Im Park von Schloss Rogalin in Großpolen stehen im Gedenken an den gemeinsamen Ursprung der drei slawischen Völker jeweils eine Lech-, Čech- und Rus-Eiche. Jede der „Drei Rogalin-Eichen“ ist ca. 700 Jahre alt. Die größte Eiche ist Rus (9 m Durchmesser), die zweitgrößte Čech (7 m Durchmesser) und die kleinste Lech (6 m Durchmesser).

## Die Sage in zwei Versionen

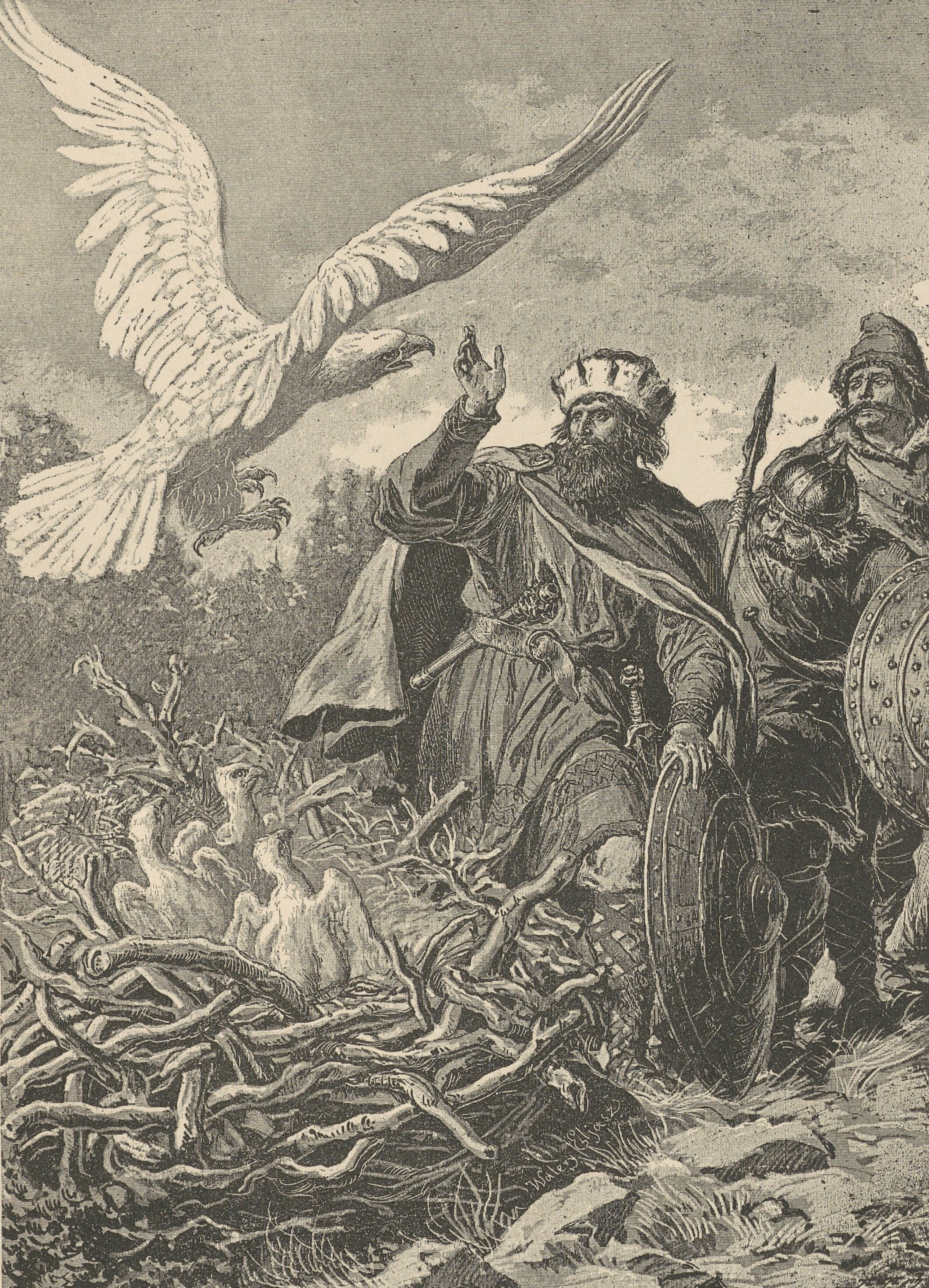
Der weiße Adler und die drei Brüder,
Gemälde von Walery Eljasz-Radzikowski (1841–1905)

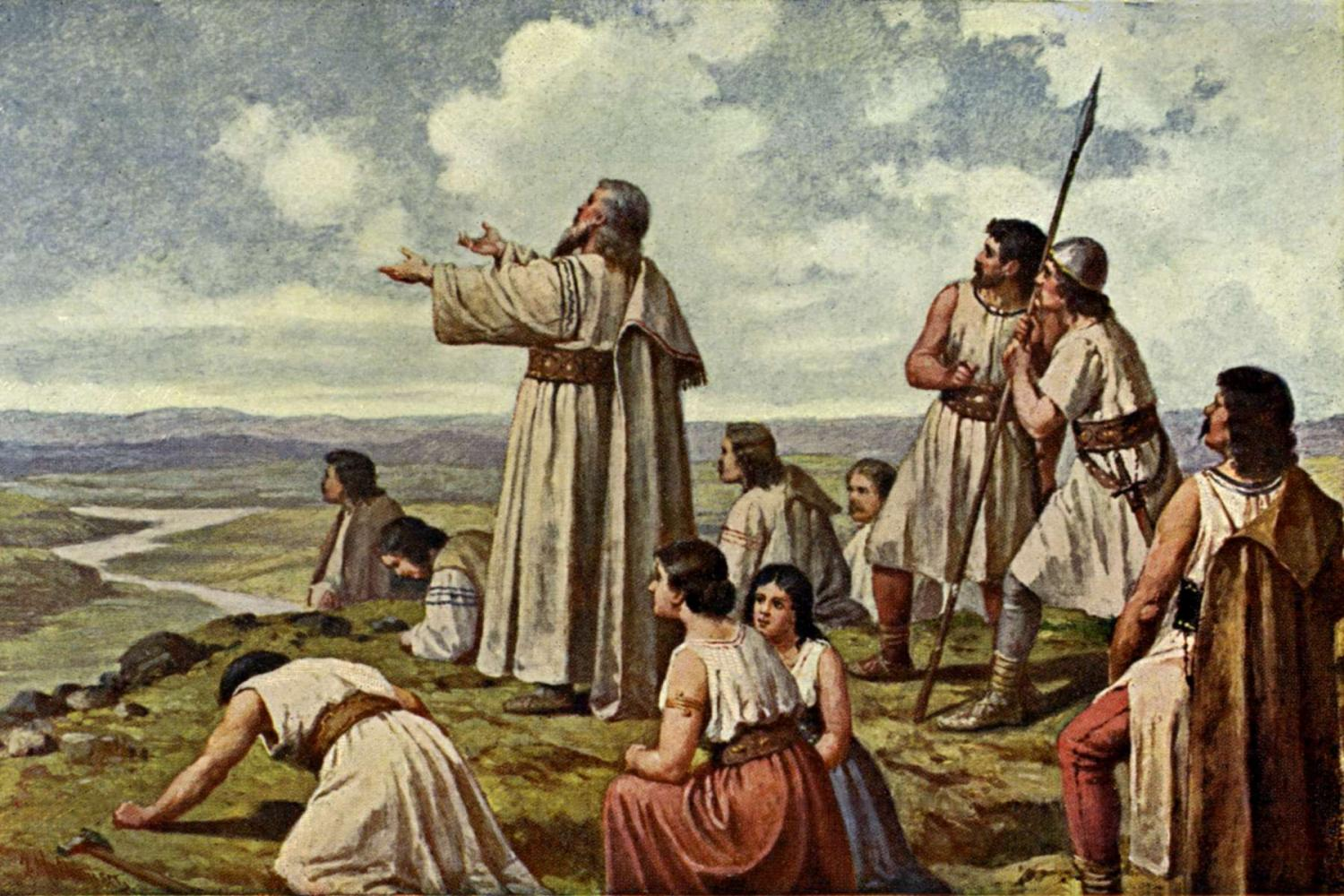
Čech im Jahr 644 auf dem Berg Říp

### Polnische Version
In der polnischen Version heißt die Brüdersage O Lechu, Czechu i Rusie oder Die Sage vom weißen Adler. Darin werden die drei Brüder Lech, Čech und Rus in das 7. Jahrhundert eingeordnet, als alle Slawen zwischen den Flüssen Weichsel und Dnjepr noch in einem Land lebten und eine Sprache sprachen. Die drei Brüder führten mithilfe ihrer Weisheit glücklich und zufrieden jeweils einen Familienstamm. Doch es kam die Zeit, dass das slawische Stammland seine Völker nicht mehr ernähren konnte, weil in den Wäldern das Wild und in den Flüssen die Fische knapp wurden. So versammelten sich die drei Brüder zu einer Besprechung und beschlossen einstimmig, für ihre Stämme neues Land zu suchen.
Mit dem Allerheiligsten im Gepäck machten sich die drei Slawenstämme also gemeinsam auf dem Weg, marschierten furchtlos durch dichte Urwälder, durchquerten Flüsse und umgingen bergiges Land. Als sie den oberen Pripjet erreichten, kam der Tag der Trennung: „Auf Wiedersehen, Brüder, und denkt an mich! Ich wünsche euch Glück“, sagte Rus, der älteste Bruder, nahm Abschied und wanderte mit seinem Stamm flussabwärts nach Osten ins Land der endlosen Steppen und des ausgedehnten, fruchtbaren Flachlandes, um dort das Rus-Land zu gründen. Die beiden anderen wanderten weiter in Richtung Westen, wo sie die Grenze Slawiens an der oberen Weichsel erreichten und dem Fluss nach Süden folgten. Doch nahe der Stelle, wo heute Krakau liegt, trennten sich auch Lech und Čech.
Čech wanderte mit seinem Stamm nach Süden weiter bis zur Weichselquelle, passierte die Mährische Pforte und machte erst lange Zeit später Halt, oben auf dem Gipfel des Berges Říp. Seitdem sind Čechs Stammesangehörige Tschechen und der Říp ein heiliger Berg der Tschechen, denn Čech zeigte ihnen bei der Ankunft hier völlig erschöpft ringsum das weite, fruchtbare Land, das seinetwegen bis heute Čechy genannt wird, das Land der Tschechen.
Lech, der jüngste der drei Brüder, war mit seinem Stamm nun ganz allein. „Wenn Rus im Osten und Čech im Süden ist, bleibt mir nur noch der unsichere Weg nach Norden“, dachte er. So überquerte er mit seinem Stamm die Weichsel da, wo heute Krakau liegt, und wanderte tagelang querfeldein in Richtung Norden, ohne zu wissen, wohin. Allein in der Fremde spürte er plötzlich große Angst. Wehmütig dachte er an seine Brüder, die ihm beim Abschied gesagt hatten, er solle nicht traurig sein, sie seien nicht weit weg. Dann erreichte er einen Bach, dem er flussabwärts einfach immer weiter nach Norden folgte. Und weil der Bach seinen Stamm gut ernährte, folgten sie ihm ganze Tage, Wochen und Monate. Irgendwann unterwegs erfuhren sie, dass sie die ganze Zeit dem Fluss Warthe nach Norden hin flussabwärts gefolgt waren. Sie wanderten und wanderten, hielten Rast und zogen weiter. Hunderte Kilometer weiter. Und sie kamen im Norden schließlich in ein Land mit sehr vielen Seen und verließen deshalb die Warthe. 
Eines Tages erreichte Lech einen Hügel und der Zug blieb stehen, weil die Leute und die Tiere erschöpft waren und Erholung brauchten. Während die Männer ein Lager aufschlugen und die Frauen das Essen kochten, schaute sich Lech aufmerksam um: Hier in den dichten, vollen Wäldern gab es Waldtiere, in den sauberen Flüssen wimmelte es an Fischen und die Sonne spiegelte sich in den klaren Wasseroberflächen der Seen. Es schien, dass dieses Land dazu einlädt, dort sesshaft zu werden. Die Abendsonne leuchtete schon rot, als Lech alle Männer am Feuer versammeln ließ und zu ihnen sprach: „Wir wanderten weit, um einen Ort zu suchen, der zu unser neues Zuhause werden könnte. Schaut, die Gegend hier ist schön und der fruchtbare Boden ernährt uns und unsere Kinder. Ich würde gern bleiben, aber zuvor möchte ich euren Rat hören.“ Am Feuer kehrte Stille ein. Es war zu sehen, dass alle ernsthaft über Lechs Worte nachdachten. Schließlich erhob der älteste und erfahrenste Mann die Stimme: „Deine Brüder Rus und Čech haben schon seit langem ihr neues Zuhause eingerichtet. Ich denke, dass für uns der Augenblick gekommen ist. Schönes Land hast du ausgesucht, Lech. Bleiben wir hier und bauen eine Burg!“
Vor Baubeginn erhoffte sich Lech jedoch ein Zeichen Gottes für jenen Ort, an dem seine Burg am besten platziert sei. Da brach ein Geräusch die Stille und ein riesiger Schatten verschob sich über der Lichtung. Die neugierigen Leute erhoben den Kopf. Sie sahen einen weißen Adler, der von der Krone einer großen Eiche langsam auf sein Nest herunter flog, das sich auf dem Hügel befand. Und vor dem Hintergrund des roten Abendhimmels leuchtete der Vogel hellweiß. „Das ist ein Zeichen Gottes!“, riefen die Leute einstimmig im Chor. „Ja, das ist ein gutes Vorzeichen, denn der Adler symbolisiert Unsterblichkeit, Mut, Weitblick und Kraft. Und beim Auffliegen blickt er direkt in die Sonne, weshalb er auch ein Sinnbild für den Aufstieg in den Himmel und die Erlösung unserer Seele ist. Hier auf dem Hügel lassen wir uns nieder und dieser prachtvolle Vogel wird uns ewig schützen,“ sagte Lech lächelnd. So geschah es auch. Auf dem Lech-Hügel wurde eine Slawische Burg erbaut und zur Erinnerung Gniazdo genannt, was gerade das polnische Wort für Nest ist. Und so wurde die Stadt Gniezno – die erste polnische Hauptstadt – gegründet. Seit diesen legendären Zeiten ist der weiße Adler auf rotem Grund (Symbol für den roten Abendhimmel) das Wappen Polens und der Stadt Gniezno.
Gemäß der im 13. Jahrhundert verfassten Großpolnischen Chronik sind die Slawen Nachkommen von Jawan (Sohn Jafets und Enkel Noahs, 1 Mose 10,2). Demnach habe Jawan drei Söhne gehabt (1. Lech, der älteste Sohn 2. Rus und 3. Čech, der jüngste Sohn), die sich entschieden den Westen, Nordwesten und Osten zu besiedeln.

### Tschechische Version
Die tschechische Version der Sage spricht nur von zwei Brüdern und findet sich in den Staré pověsti české (Alten Böhmischen Sagen) von Alois Jirásek am bekanntesten erzählt. Danach kamen die zwei Brüder Lech und Čech aus dem Osten nach Mitteleuropa. Sie lebten in Weißkroatien an der Weichsel. Zu dieser Zeit fanden dort zahlreiche Kämpfe statt, so dass dies Land sehr unattraktiv wurde für die Menschen, die in Frieden leben und die Felder kultivieren wollten. Anderen tschechischen Versionen zufolge war der eigentliche Grund, dass Čech wegen eines Mordes unter Anklage stand und er deshalb seinen Stamm versammelte und dem Sonnenuntergang nach gen Westen aufbrach. Wie in der polnischen Version wird Čech als Gründer des Landes Čechy (Böhmen) identifiziert bzw. Lech als Gründer Lechlands (Polen).
Gemäß der Dalimil-Chronik (1314) musste Čech den Berg Říp besteigen, um nach der Landschaft zu sehen und sah das weite Land mit Wäldern, Wiesen und Flüssen. Er predigte seinem Stamm gegenüber, wie schön es sei. Daraufhin riefen die Leute mit einer Stimme: „Lass uns dieses Land nach Čech benennen!“ Mit dem Willen des Stammes einverstanden kniete Čech nieder, küsste die Erde und segnete dieses Land. Er besiedelte dieses Gebiet mit seinem Stamm, und gemäß der Přibík-Pulkava-Version (um 1374) ging Lech später mit seinem Stamm über die Berge des Nordens weiter ins Flachland, um dort seinen eigenen Slawischen Burgwall zu bauen. Es sei hart gewesen, Lech zu verabschieden, aber er würde nicht weit weg gehen. Am breitgefächertsten ist die Beschreibung von Václav Hájek z Libočan (1530er Jahre), die eine Reihe von Details bringt, unter anderem wird darin Čechs Ankunft am Berg Říp auf das Jahr 644 datiert. Er erhebt auch zwei Herzöge hervor und behauptet, dass sie auch schon eine eigene Burg in ihrer Heimat besaßen.

### Kroatische Abwandlungen
Neben der polnischen und tschechischen Version der Sage gibt es eine vergleichbare Sage mit teilweise ausgetauschten Namen auch in den Volksmärchen zweier getrennter Regionen in Kroatien: im Kajkavischen Dialekt von Krapina (Nordkroatien) und im Čakavischen Dialekt des Fischerdorfes Poljica an der Adria (Zentral-Dalmatien). Die kroatische Variante der Sage wurde 1940 im Detail beschrieben und analysiert von S. Sakač.

## Namensvarianten von Lech und Čech
Lech wird in den historischen Quellen oft auch als Lechus, Lachus, Lestus und Leszek genannt. Sowohl Lech als auch dessen Diminutiv Leszek sind bis heute bekannte und verwendete Vornamen in Polen.
Čech wird in den historischen Quellen oft auch lateinisch Bohemus genannt, weil das Christentum das Land der Tschechen – abgeleitet von den Ureinwohnern des Landes, dem keltischen Stamm Boii – lateinisch als Boiohaemum bezeichnete. Davon leitet sich auch die später entstandene deutsche Bezeichnung Böhmen ab.

## Historischer Kern der Sage
Unter den historischen Quellen ist seit 1125 die Böhmische Chronik von Cosmas von Prag das erste Dokument, das Čech als Bohemus erwähnt. In den Böhmischen Chroniken wird insgesamt jedoch immer nur von ihm und Lech gesprochen.
Lech, Čech und Rus werden in den historischen Quellen erstmals 1295 in der Großpolnischen Chronik erwähnt:
Unter diesen Pannoniern also wurden Pan, dem Fürsten der Pannonier, drei Brüder geboren, deren Erstgeborener Lech, der zweite Rus, der dritte Czech genannt wurde. Und diese drei [erhielten] die drei Königreiche der Lechiten [Polen], der Ruthenen und der Böhmen [Tschechen] ….
Die Sage unterstellt die allgemeine Verwandtschaft der Polen, Tschechen, Ruthenen, Ukrainer, Russen sowie Belarussen und illustriert die Tatsache, dass genau in der Zeit des 13. Jahrhunderts mindestens drei verschiedene slawische Völker wussten, dass sie ethnisch und sprachlich in einer Wechselbeziehung standen und sich tatsächlich von einem gemeinsamen Stamm ableiteten.

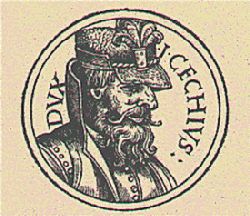
Herzog Čech

Die Erzählung stimmt überein mit der Lokalisierung der Heimat der Slawen Mittel- und Osteuropas. Die Sage gibt nach in Antike und Mittelalter weit verbreiteter Praxis eine Etymologie der Volksbezeichnungen durch Personifizierung an: Lechland bzw. Lechia – als Name für Polen, Čechy – das tschechische Wort für Böhmen (umfasste damals auch Mähren und Schlesien) und Rus – der Name für die Kiewer Rus als Vorläuferstaat der heutigen Staaten Russland, Belarus und der Ukraine.
Der polnische Renaissance-Literat Jan Kochanowski erwähnte in seiner Schrift über den Ursprung der Slawen keinen Rus als dritten Bruder und verwarf die Erzählung insgesamt: „Kein Historiker, der sich mit den Slawen beschäftigt hat, […] erwähnt irgendeinen der beiden slawischen Führer Lech und Čech“. Er vermutet, dass Čechy und Lachy die Originalnamen der zwei Nationen sind, obwohl er die Möglichkeit nicht ausschließt, dass es einen großen Führer mit dem Namen Lech gegeben haben könnte, dessen Name gegen das Original ausgetauscht und später von den Polen vergessen worden sei.